# جاسبر تايلور
جاسبر تايلور (بالإنجليزية: Jasper Taylor)‏ هو عازف جاز أمريكي، ولد في 1894 في تيكساركانا في الولايات المتحدة، وتوفي في 7 نوفمبر 1964.

## وصلات خارجية
- جاسبر تايلور على موقع ميوزك برينز (الإنجليزية)
- جاسبر تايلور على موقع أول ميوزيك (الإنجليزية)
- جاسبر تايلور على موقع ديسكوغز (الإنجليزية)